# Johannes Richter (Prähistoriker)

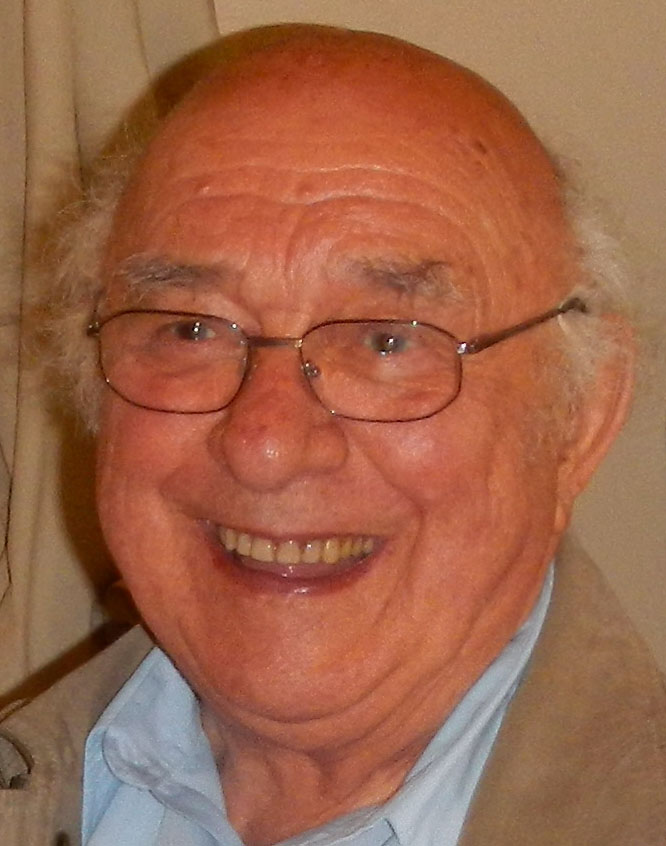
Johannes Richter, 2014

Johannes Richter (* 4. März 1928 in Neuensalz; † 26. August 2014 in Plauen) war ein deutscher Prähistoriker und Direktor des Vogtlandmuseums in Plauen.

## Leben
Johannes Richter wurde als Sohn des VOMAG-Arbeiters Max Richter und der Maschinenstickerin Gretchen Richter, geb. Enders, geboren. Von 1934 bis 1942 besuchte er die zweistufigen Dorfvolksschule in seinem Heimatort. Daran schloss sich in den Kriegsjahren eine dreijährige kaufmännische Ausbildung in einer Plauener Färberei an.
Im Zweiten Weltkrieg erlebte er als 16-Jähriger unmittelbar die ersten Luftangriffe auf Plauen am 12. September 1944 persönlich mit. Diese jugendlichen Kriegserlebnisse verarbeitete er später gemeinsam mit zwei weiteren Autoren in einem Buch Plauen 1944/1945 – Eine Stadt wird zerstört.
Nach Kriegsende musste er von Mai 1945 bis Januar 1946 im Bereich des Oberen Bahnhofs in Plauen mit weiteren Arbeitern den Bombenschutt beseitigen.
Die neue Zeit führte zu einer beruflichen Umorientierung. 1946 begann er an der Universität Leipzig mit einem Geschichts- und Germanistikstudium. Im 5. Semester wechselte er zum Studienfach Ur- und Frühgeschichte über. Im ersten Halbjahr 1952 legte er sein Staatsexamen bei Friedrich Behn ab, Thema der Examensarbeit war die Glockenbecherkultur. Nach fünf Jahren Studium verließ er die Universität Leipzig und ging als Diplom-Prähistoriker nach Berlin. Dort arbeitete er bis 1954 als Wissenschaftlicher Mitarbeiter im Bereich Ur- und Frühgeschichte am Museum für Deutsche Geschichte.
Der ehemalige Plauener Museumsdirektor des Vogtländischen Kreismuseums, Rudolf Donnerhack, holte den 26-Jährigen als Wissenschaftlichen Mitarbeiter in seine Heimat zurück. Hier war er unter anderem an mehreren archäologischen Ausgrabungs- und Forschungsprojekten im Vogtland beteiligt. Eine seiner wichtigsten Arbeiten waren seit 1959 die Ausgrabungen im Dorf Pöhl, das dem Talsperrenbau weichen musste.
Aus familiären Gründen ging er 1966 erneut nach Berlin zurück. Zunächst arbeitete er dort drei Jahre als Sektorenleiter für Bodendenkmalpflege, Denkmalpflege und Numismatik beim Deutschen Kulturbund. In dieser Tätigkeit war er unter anderem auch für die zentralen Belange Kulturgeschichtlicher Zinnfiguren zuständig. Von 1969 bis 1976 wechselte er dann in das Museum für Vor- und Frühgeschichte in Berlin. 1976 führte ihn sein beruflicher Werdegang wieder zurück nach Plauen, wo er die Stelle des Direktors im Vogtländischen Kreismuseum (1981 in Vogtlandmuseum umbenannt) übernahm. Bis zu seinem Vorruhestand im Jahr 1991 arbeitete er als Leiter dieser Museumseinrichtung, danach widmete er sich u. a. Forschungen zur Genealogie der Vögte von Weida und Plauen, Heinrich IV. von Plauen und der Bodendenkmalpflege. Sein Nachfolger als Museumsleiter in Plauen wurde Horst Fröhlich.
Auf Grund seiner verdienstvollen Tätigkeit, ganz besonders auch in seiner musealen Jugendarbeit, wurde er in den 1980er Jahren mit dem Ehrentitel Museumsrat geehrt.
1990 war er Mitbegründer des Vereins für Vogtländische Geschichte, Volks- und Landeskunde, in dem er viele Jahre als zweiter Vorsitzender wirkte. Zu seinen besonderen Verdiensten gehörte, dass er noch während des politischen Umbruchs in der DDR 1989 erste Verbindungen mit Vereinen in Oberfranken und der Oberpfalz herstellte und die Zusammenarbeit mit den Partnervereinen zu forcieren half.
Richter war verheiratet und hatte eine Tochter. Sein Nachlass befindet sich im Stadtarchiv Plauen.

## Schriften (Auswahl)
- mit Rolf Weber: Zur ursprünglichen Vegetation und zum Kulturpflanzenanbau im jungbronzezeitlichen Altsiedelgebiet des mittleren Vogtlandes. In: Arbeits- und Forschungsberichte zur sächsischen Bodendenkmalpflege, Bd. 13, VEB Deutscher Verlag der Wissenschaften Berlin 1964, S. 223–256.
- mit Günter Eismann: Mit namenkundlichen Beiträgen von Karlheinz Hengst. Wüstungen bei Hohenstein-Ernstthal. In: Arbeits- und Forschungsberichte zur sächsischen Bodendenkmalpflege, Bd. 19, VEB Deutscher Verlag der Wissenschaften Berlin 1971, S. 247–322.
- Kostbarkeiten im Vogtlandmuseum Plauen. Schriftenreihe des Vogtlandmuseums Plauen, Heft 45, 1977.
- mit Ernst Eichler; Volkmar Hellfritzsch: Die Ortsnamen des sächsischen Vogtlandes. Herkunft - Entwicklung - Bedeutung Teil I und Zur Namenkunde und Siedlungsgeschichte Teil II. Schriftenreihe Vogtlandmuseum Plauen Heft 50/1983 und 53/1985.
- Beiträge in: Plauen und das mittlere Vogtland. Werte unserer Heimat, Bd. 44, Akademie-Verlag Berlin 1986.
- Redaktion: Georg Samuel Dörffel (1643–1688). Theologe und Astronom. Wissenschaftliches Kolloquium Georg Samuel Dörffel und seine Zeit. Am 23./24.Oktober 1993 in Plauen. Vogtland-Verlag Plauen 1994.
- mit Rudolf Laser und Joachim Mensdorf: 1944/1945 Plauen. Eine Stadt wird zerstört. Vogtländischer Heimatverlag Neupert Plauen 1995.
- Die Grafen von Everstein und das Land der Vögte. In: Rainer Aurig, Reinhardt Butz u. a. (Hrsg.): Im Dienste der historischen Landeskunde. Beiträge zu Archäologie, Mittelalterforschung, Namenkunde und Museumsarbeit vornehmlich in Sachsen. Festgabe für Gerhard Billig zum 75. Geburtstag. Sax-Verlag Beucha 2002, S. 123–131.
- Mitherausgeberschaft: Der Vogtlandatlas. Regionalatlas zur Natur· Geschichte· Bevölkerung· Wirtschaft· Kultur des sächsischen Vogtlandes. Verlag Klaus Gumnior Chemnitz 2003 (3. Auflage Chemnitz 2007)